# Scelotrichia licini
Scelotrichia licini är en nattsländeart som beskrevs av Wells 1990. Scelotrichia licini ingår i släktet Scelotrichia och familjen smånattsländor. Inga underarter finns listade i Catalogue of Life.